# Kehdingbruch

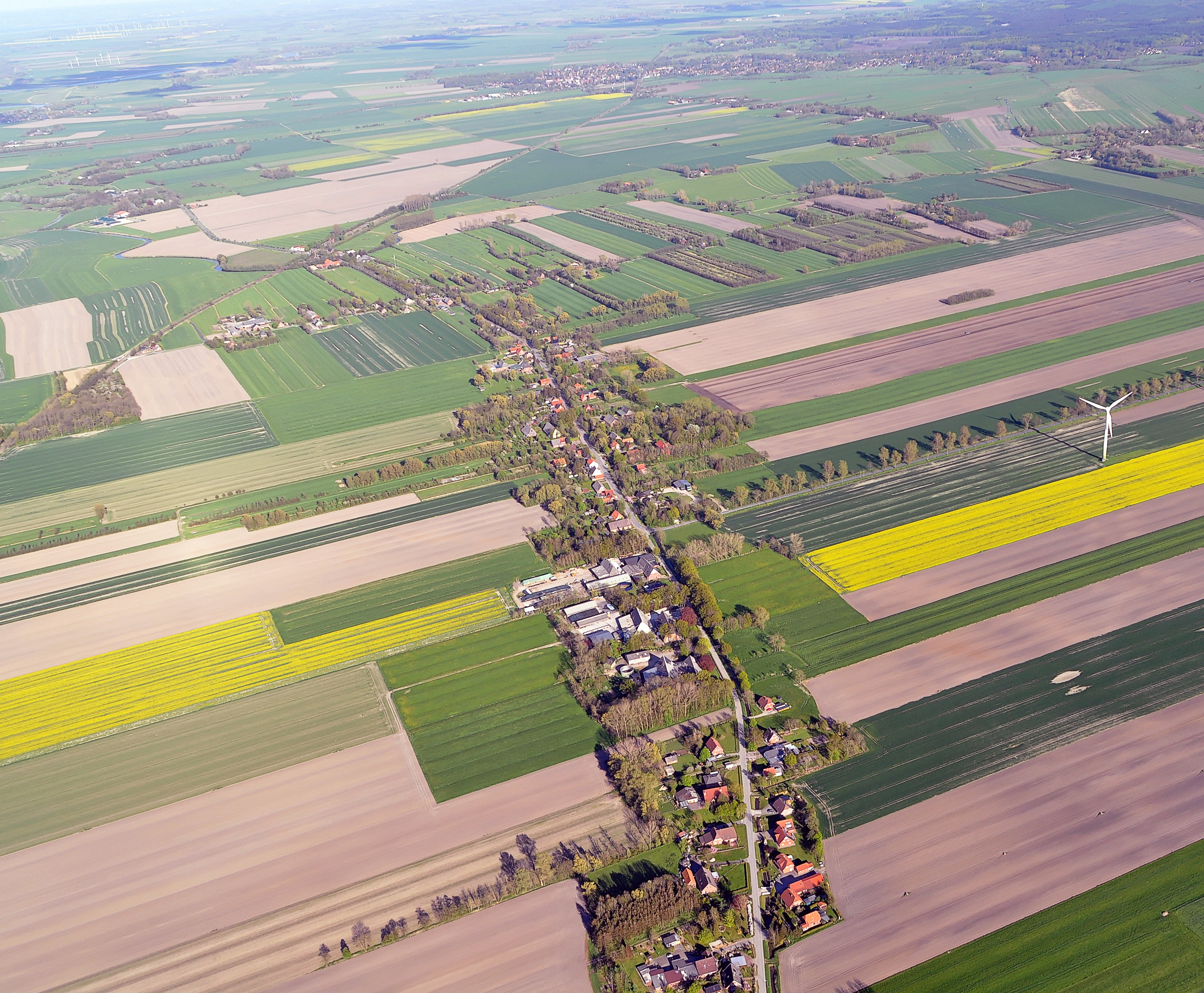
Luftaufnahme von Kehdingbruch

Kehdingbruch (niederdeutsch Kedenbrook) ist ein eingegliederter Ort der Gemeinde Belum. Er ist Mitglied des Gemeindeverbandes Samtgemeinde Land Hadeln im niedersächsischen Landkreis Cuxhaven.

## Geografie
Geografische Lage
Die ehemals selbstständige Gemeinde Kehdingbruch liegt südlich von Belum, östlich von Otterndorf und westlich von Neuhaus direkt an der Ostemündung und Niederelbe.
Die heutige Oste mündet in einem Kanal etwas östlicher in die Elbe, da 1964 ein Ostesperrwerk gebaut wurde und der Altarm durch zwei breite Dämme geschlossen wurde, so entstand der Ostesee beim Ostesperrwerk.

## Geschichte

### Der Name
Das Wort Kehding bedeutete so viel wie Eindeichung, und der Name Bruch kann am besten durch das Wort Feuchtlandschaft beschrieben werden. Also könnte das „eingedeichte feuchte Land“ als Bedeutung übersetzt werden.

### Ersterwähnung
Anlässlich des Glockengusses für die Kapelle wurde der heutige Ortsteil 1404 erstmals in den Kirchenbüchern erwähnt, 88 Jahre später 1492 stifteten die Bürger aus Kehdingbruch eine neue Kirche. Mit dem Bau der heutigen Kirche St. Jürgen wurde 1744 begonnen.

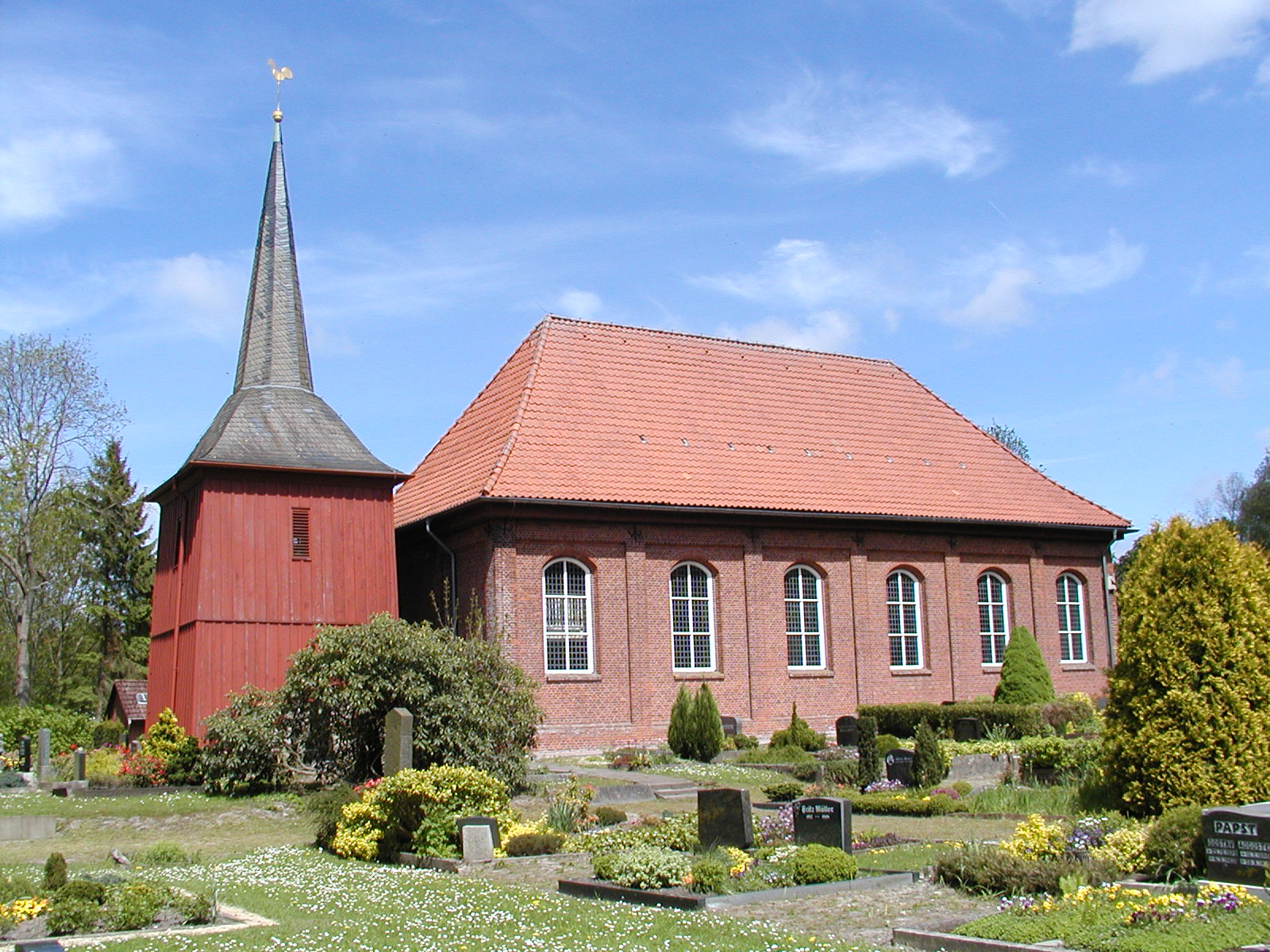
St.-Jürgen-Kirche
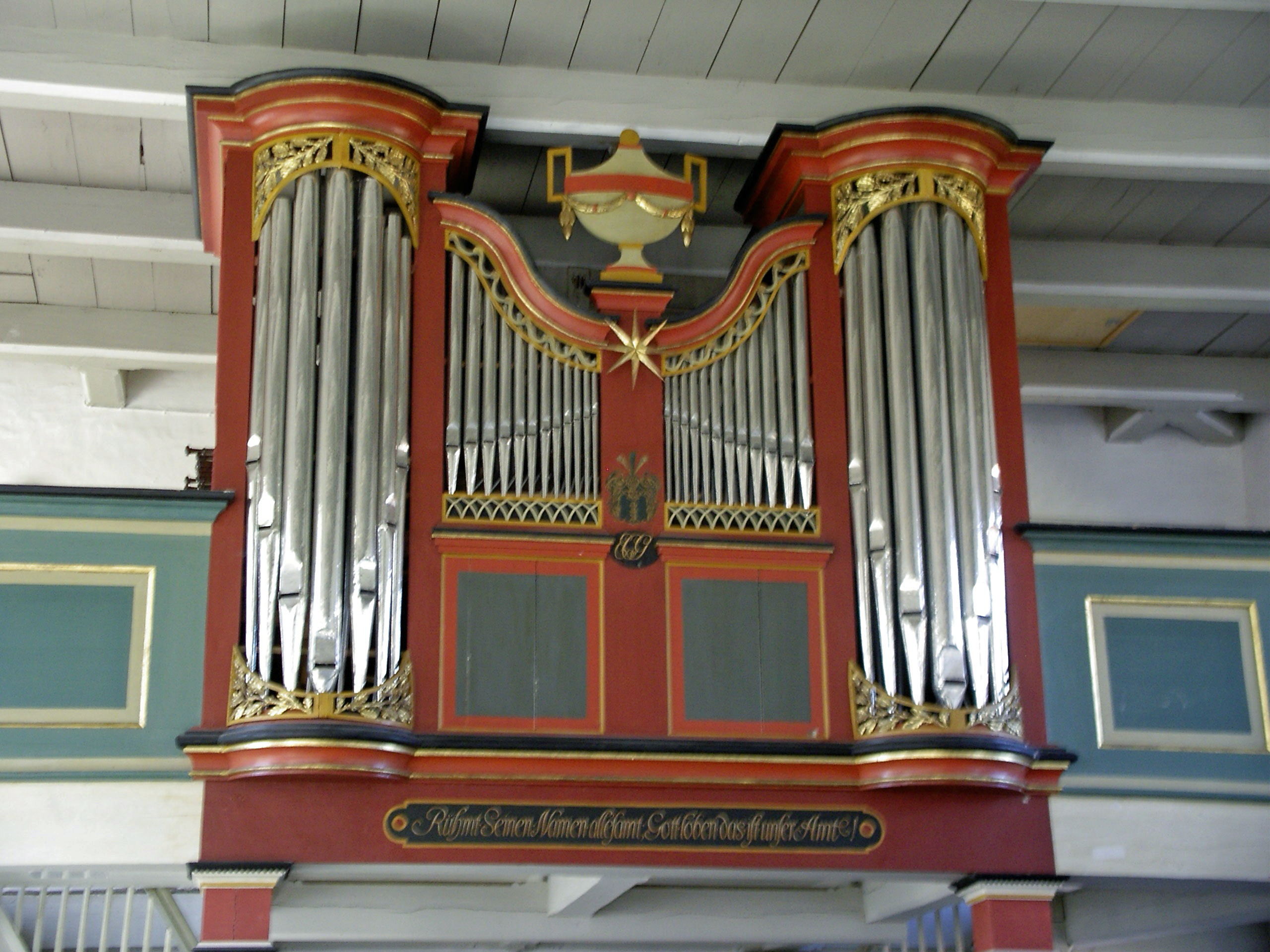
Orgel der St.-Jürgen-Kirche

### Selbständigkeit
Bis 1972 war Kehdingbruch eine eigenständige Gemeinde, dann konnten sich die Einwohner entscheiden, ob sie sich Belum oder Neuhaus (Oste) anschließen wollten. Warum sie sich für Belum entschieden, ist im unterschiedlichen Verhältnis zwischen dem Flecken Neuhaus bzw. Belum zu begründen. Die Entfernung zu beiden Orten ist so groß, dass sich Sport- und Schützenvereine usw. nicht vereinen konnten, auch die beiden Freiwillige Feuerwehren blieben erhalten. Die Grenze zwischen beiden Ortsteilen ist die Eisenbahntrasse.

### Eingemeindungen
Am 1. Juli 1972 wurde die Gemeinde Kehdingbruch in die Gemeinde Belum eingegliedert.

### Einwohnerentwicklung
| Jahr      | 1824  | 1848  | 1910  | 1925  | 1933  | 1939  | 1950  | 1961  | 1970  |
| --------- | ----- | ----- | ----- | ----- | ----- | ----- | ----- | ----- | ----- |
| Einwohner | 0– 1  | 475 2 | 351   | 382   | 363   | 333   | 671   | 413 3 | 403 4 |
| Quelle    | [ 3 ] | [ 4 ] | [ 5 ] | [ 6 ] | [ 6 ] | [ 6 ] | [ 1 ] | [ 2 ] | [ 2 ] |

1 75 Feuerstellen

2 in 80 Häusern

3 Volkszählungsergebnis vom 6. Juni

4 Volkszählungsergebnis vom 27. Mai

## Politik

### Gemeinderat und Bürgermeister
Kehdingbruch wird auf kommunaler Ebene vom Rat der Gemeinde Belum vertreten.

### Wappen
Der Entwurf des Kommunalwappens von Kehdingbruch stammt von dem Heraldiker und Wappenmaler Gustav Völker, der im Landkreis Cuxhaven an die 25 Wappen entworfen hat. Die Genehmigung des Wappens wurde im Jahre 1954 durch den Regierungspräsidenten in Stade erteilt.
| Wappen von Kehdingbruch | Blasonierung: „In Rot zwei schräg gekreuzte silberne Giebelbretter, die in auswärts gewendeten Pferdeköpfen enden, vor zwei silbernen an einem silbernen Stiel sitzenden Kleeblättern.“ |
| Wappen von Kehdingbruch | Wappenbegründung: Die Pferdeköpfe sind Sinnbild Niedersachsens. Die Kleeblätter weisen auf Weidewirtschaft hin.                                                                         |

### Flagge
Als Flaggengrund dienen die übereinander angeordneten Farben Weiß und Rot. In der Flaggenmitte liegt der Wappenschild des Ortes.

## Kultur und Sehenswürdigkeiten

### Bauwerke
Siehe: Liste der Baudenkmale in Kehdingbruch
Alte Schmiede

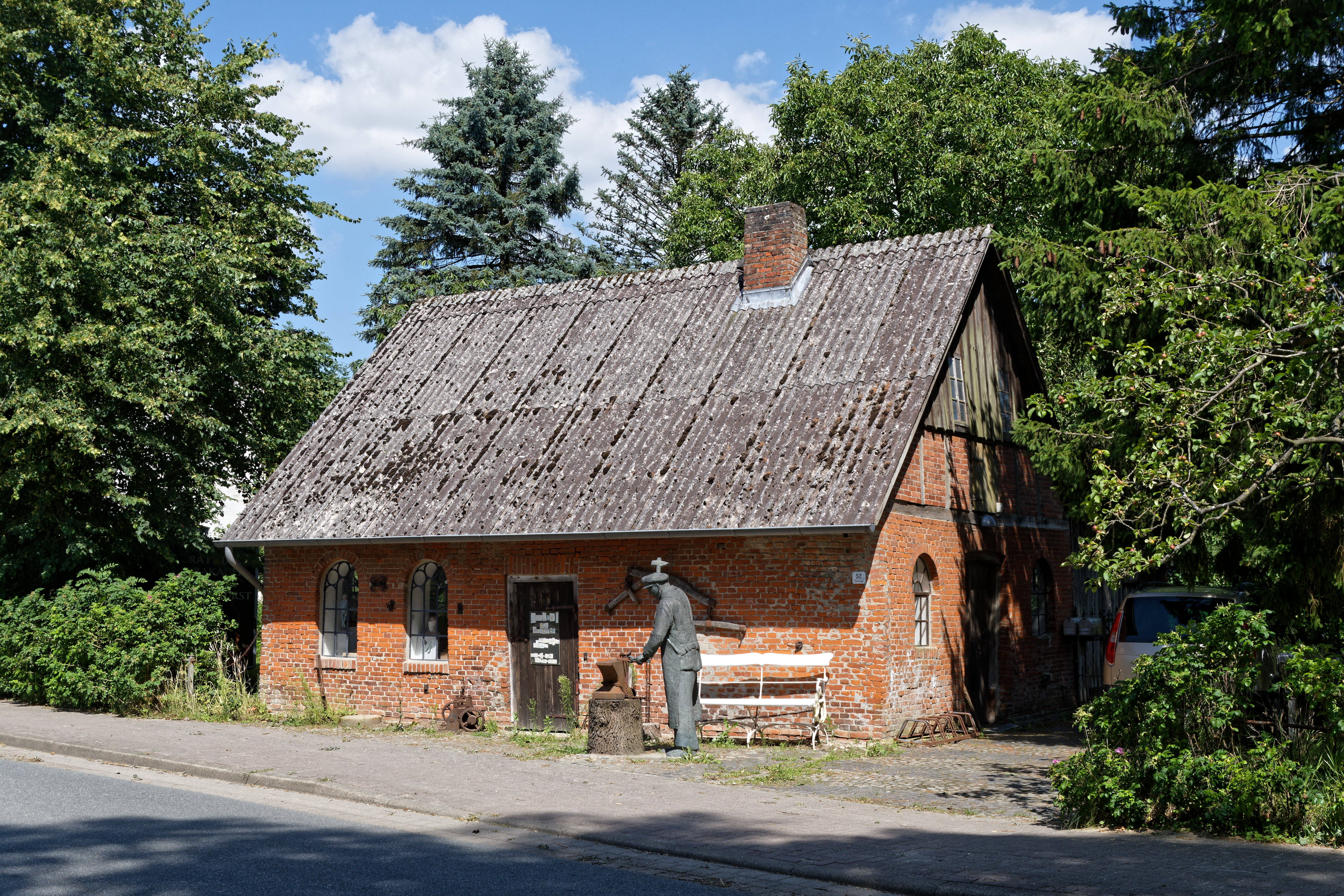
Die alte Schmiede

Statue vor der Alten Schmiede

1717 wurde die Schmiede von Claus Follmer erstmals erwähnt; sie blieb bis zum letzten Dorfschmied Richard Stüven († 1988) als Nachkomme Follmers in Familienbesitz. Zu Beginn des 20. Jahrhunderts gab es die Arbeitsgebiete als Hufschmied und im Wagenbau und deren Reparatur. Durch den Wandel nach dem Zweiten Weltkrieg stellten viele Dorfschmieden ihre Betriebe ein, so auch  Stüven in den 1960er Jahren. Er führte noch kleinere Arbeiten durch und so blieb seine Werkstatt erhalten, als große und bis heute fast vollständig erhaltene Sammlung alter historischer Werkzeuge, Geräte und Maschinen. Die Idee für ein Schmiedemuseum ließ sich aus Geldmangel nicht realisieren. Neue Eigentümer restaurierten die Schmiede und bauten zusätzlich 1996 eine alte Fachwerkscheune neben der Schmiede auf für ihre Werkstatt zur Restaurierung und Herstellung von alten Möbeln.
Kirche St. Jürgen
Die Kirche St. Jürgen wurde 1745 erbaut.
Wohn- und Wirtschaftsgebäude Osterende 46
Das Wohn- und Wirtschaftsgebäude Osterende 46 von um 1860 ist ein Zweiständer-Hallenhaus in Fachwerk mit einem ungewöhnlichen großen südlichen Dachhaus.

### Regelmäßige Veranstaltungen
- Schützenfest Kehdingbruch: 1. Sonntag im Juni

## Persönlichkeiten
Söhne und Töchter des Ortes
- Johann Friedrich Goebel (1869–1927), Bibliothekar
- Claus Eduard Richters (1884–1957),  Veterinärmediziner, Offizier des Deutschen Kaiserreiches, der Reichswehr und der Wehrmacht